# Friedhof I Plauen

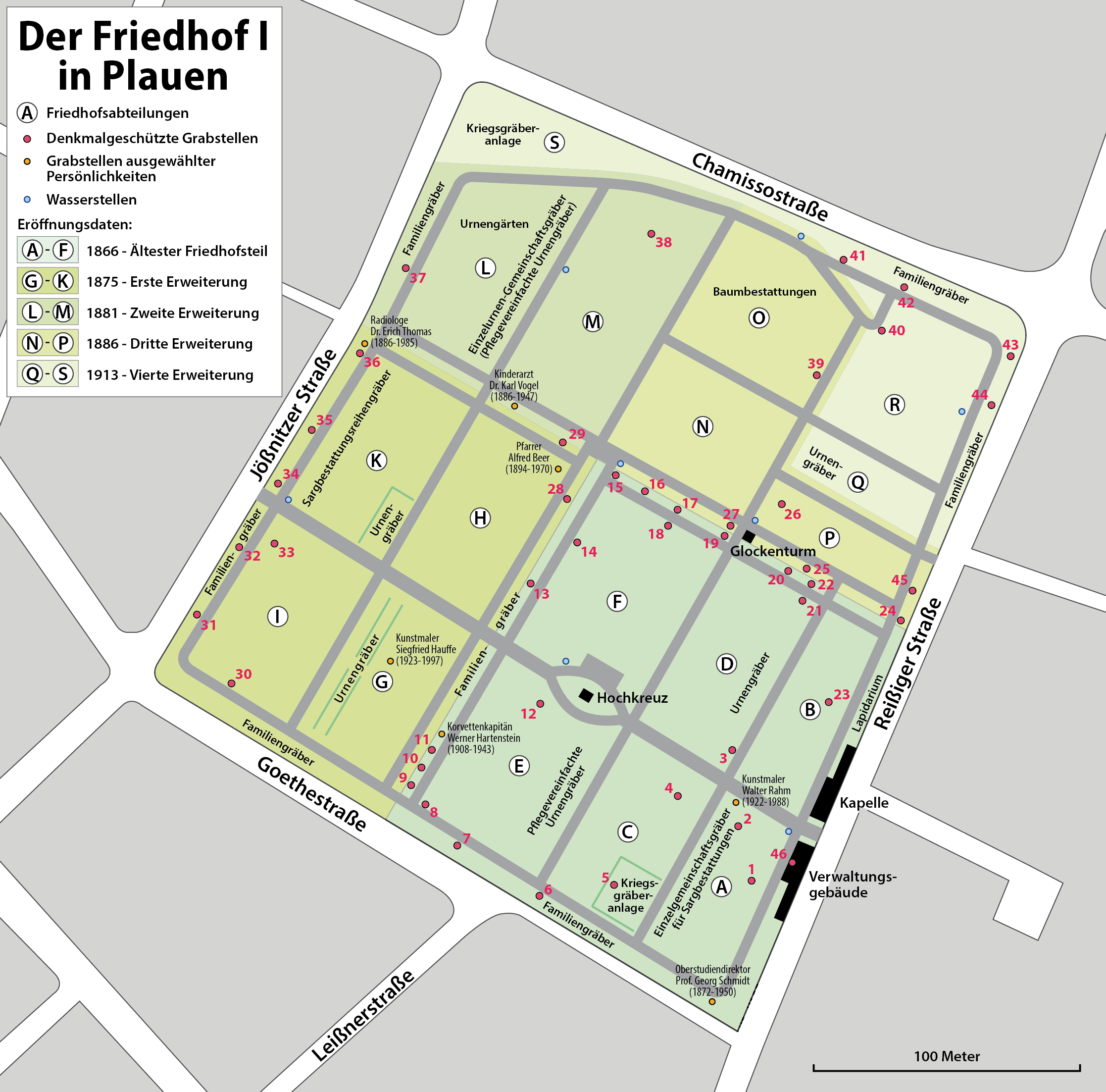
Karte des Friedhofes

Der Friedhof I in Plauen ist einer der kirchlichen Friedhöfe der Stadt. Er liegt in der Reißiger Vorstadt, ist 6,78 Hektar groß und wurde 1866 geweiht. Die Anlage ist als Flächendenkmal mit 44 Einzeldenkmalen eingestuft.

## Geschichte

### Vorgeschichte und Gründung
Bis in die Mitte des 16. Jahrhunderts wurden die Toten in der Umgebung der Johanniskirche beigesetzt. Nach dem Stadtbrand von 1548 wurde eine neue Fläche außerhalb der damaligen Stadtmauern nahe dem Neundorfer Tor als Friedhof genutzt. Nach einer wesentlichen Erweiterung des Friedhofs im Jahr 1679 wurde auf dem Gelände 1722 eine Begräbniskirche geweiht, die heutige Lutherkirche. Nachdem im Zuge der Industriellen Revolution die Bevölkerung der Stadt um das Drei- bis Vierfache zugenommen hatte, stieß dieser Friedhof an seine Grenzen.
In einer Verordnung vom 4. Mai 1857 wurde die Kircheninspektion Plauen von der Kreisdirektion Zwickau aufgefordert, einen neuen Friedhof außerhalb der damaligen Stadtgrenzen anzulegen. Nach Verhandlungen von mehreren Jahren forderte das Ministerium des Cultus und öffentlichen Unterrichts Dresden in einem Schreiben vom 18. Dezember 1860 die Kreisdirektion in Zwickau auf, den Druck auf die Plauener Kircheninspektion zu erhöhen. Trotzdem dauerte es bis zum Jahr 1865, ehe ein geeignetes Gelände gefunden wurde. Die Parzellen 663a und b, 664 und 665 zwischen der heutigen Jößnitzer Straße und der Reißiger Straße wurden nach Bodenuntersuchungen und einer Begehung am 23. August 1865 als geeignet eingeschätzt.
Vorerst sollten die Parzellen 664 und 665 für Begräbnisse genutzt werden. Die Fläche wurde in sechs Abteilungen (A, B, C, D, E und F) aufgeteilt und der Friedhof mit einer Mauer umschlossen, die auch für die Anlage von Familiengrabstätten diente. Die beiden Eingänge befanden sich am damaligen unteren und am oberen Reißiger Weg. Da der Friedhof auch von den umliegenden Landgemeinden mit genutzt wurde, sollte der zweite Eingang den Zugang für die Gemeinden Haselbrunn und Kauschwitz erleichtern.
Im April 1866 wurde eine Gottesackergemeinde gegründet. Sie bestand aus der Stadtgemeinde und den eingepfarrten Gemeinden Chrieschwitz, Haselbrunn, Kauschwitz, Meßbach, Oberneundorf, Reinsdorf, Reißig, Reusa/Tauschwitz, Thiergarten und Zwoschwitz.
Im Juli 1866 schrieb das Stadtverordnetenkollegium einen Architektenwettbewerb für die zu errichtenden Hochbauten aus, für den die Entwürfe bis zum 15. August 1866 eingereicht werden sollten. Den ersten Preis, der mit 50. Talern dotiert war, erhielt der Stadtbauinspektor Franz Andrae. Er hatte seinen Entwurf unter das Motto: „Mag auch das Irdische hinab sich neigen, des Geistes Bau wird himmelan nur steigen.“ gestellt.
Am 17. September 1866 wurden den beiden Mauererfirmen J. Rädel jun. und F. Härtel die Aufträge erteilt. Es sollten zunächst die Totengräberwohnung, die Leichenhalle und das Eingangsportal zwischen den beiden Gebäuden gebaut werden. Der Bau der Sprechhalle wurde aus Kostengründen auf einen späteren Zeitpunkt verschoben. Auch die geplante Verkleidung der Gebäude mit Sandstein wurde aufgrund der hohen Kosten zu Gunsten eines verputzten Ziegelbaus aufgegeben.
Wegen einer Choleraepidemie in der Stadt musste der neue Friedhof vorzeitig eröffnet werden. Er wurde am 26. September 1866 durch den Superintendenten vorläufig geweiht, obwohl die Arbeiten noch nicht abgeschlossen und noch keine Hochbauten errichtet waren. Direkt anschließend fand die Beerdigung zweier Kinder statt, womit der Friedhof erstmals genutzt wurde. Als erste wurden die Abteilung C für verstorbene Erwachsene und die Abteilung D für Kinder genutzt.
Am gleichen Tag schloss die Königliche Kreisdirektion Zwickau den Lutherfriedhof auf Antrag des Bezirksarztes Dr. Rascher für Begräbnisse jeder Art. Am 10. November 1883, dem 400. Geburtstag Martin Luthers erhielt der Platz den Namen Lutherplatz. 1899 wurde der Friedhof an der Lutherkirche säkularisiert und ab 1900 in seiner heutigen Form angelegt.

### Erste Erweiterung 1875
Nachdem die Mitglieder des Friedhofsausschusses bereits seit Oktober 1872 darauf hingewiesen hatten, dass eine Erweiterung des Friedhofs nötig sei, wurden die Pläne für den Ausbau der Parzellen 663a und b im Jahr 1874 genehmigt und die Abteilungen G, H, I und K angelegt. Der Baumeister F. G. Richter baute die Mauer. Die Weihe der neuen Friedhofsabteilung fand am 15. Dezember 1875 statt.

### Zweite Erweiterung 1881
Am 4. September 1880 wies der Superintendent Gustav Landmann auf die dringende Notwendigkeit einer erneuten Erweiterung des Friedhofs hin. Es wurden drei Möglichkeiten diskutiert, die Anlage eines neuen Friedhofs mit städtischer Verwaltung auf einem von der Stadt 1876/77 gekauften Grundstück am Preißelpöhl, Erwerb der Parzelle 721 im Süden gegenüber der Reißiger Straße oder Kauf der Parzellen 666, 667 und 668 im Osten.
Die Kircheninspektion entschied sich für die dritte Variante und kaufte die Grundstücke 666, 667 und 668. Beim Ausbau des Friedhofs beschränkte man sich zunächst auf die nördliche Parzelle 667 (das so genannte Matthes’sche Feld), da dieses Grundstück relativ eben war. Es entstanden die Abteilungen L und M, die im Osten und Süden mit einem Pfahlzaun und einer Weißdornhecke abgegrenzt wurden. Im Norden wurde entlang der Jößnitzer Straße eine Mauer errichtet. Am 6. Oktober 1881 wurde der zunächst für Kindergräber bestimmte Friedhofsteil geweiht.
Für den Ausbau der Parzellen 666 und 668 waren umfangreichere Arbeiten nötig. Auf dem Grundstück 666 befand sich eine verfallene Ziegelei, die zuerst beseitigt werden musste. Die zum Abbruch freigegebenen Gebäude (Ziegelbrennofen, Ziegeltrockenschuppen und Wohngebäude) wurden versteigert. Die Lehmgrube musste zugeschüttet werden, deshalb wurde die Bevölkerung aufgerufen, Schutt auf das Gelände zu fahren.
Im Zuge der Erweiterung des Friedhofs und der Errichtung des Friedhofs II am Preißelpöhl wurde die Frage diskutiert, ob die Friedhöfe zukünftig nur noch durch die Stadtgemeinde genutzt werden sollten. Wegen der Kosten für die Erweiterungen und der weiten Entfernungen zur Pflege der Gräber wollten mehrere Landgemeinden aus der Gottesackergemeinde austreten und eigene Friedhöfe einrichten. Nach Verhandlungen traten am 31. August 1883 die Gemeinden Meßbach und Thiergarten aus. Am 25. Dezember 1883 folgte die Gemeinde Reusa mit Kleinfriesen, Sorga und Tauschwitz. Kauschwitz verließ die Gottesackergemeinde am 5. August 1884 und der Neundorfer Ortsteil Oberneundorf am 30. Oktober 1900.

### Dritte Erweiterung 1886
Im Mai/Juni 1886 sah der Kirchenvorstand erneut dringenden Bedarf für eine Erweiterung und bat den neuen Stadtbaumeister E. Löwe, Zeichnungen und Kostenvoranschläge anzufertigen. Die bereits erworbenen Parzellen 666 und 668 wurden in die drei Abteilungen N, O und P aufgeteilt. An der Reißiger Straße wurde eine Mauer errichtet, die der an der Jößnitzer Straße entsprach.
Ursprünglich sollte zwischen den Grabfeldern N und O eine zweite Leichenhalle gebaut werden. Dafür war in der Mauer an der Reißiger Straße eine bereits eingebaute weitere Zufahrt mit schmiedeeisernem Tor vorgesehen. Da jedoch bereits um 1887 die Anlage des Friedhofs II konkreter wurde, entschloss man sich aus Kostengründen, die zweite Leichenhalle auf diesem Friedhof zu bauen.
1887 wurde die Parzelle 721 gegenüber der Reißiger Straße gekauft, die schon einmal im Gespräch für eine Erweiterung war. Nachdem der Bezirksarzt Dr. Buschbeck mehrmals auf die zu kleine Fläche und die ungünstige Lage ohne gemeinsame Grenze zum bisherigen Friedhofsgelände hingewiesen hatte, entschied sich der Kirchenvorstand gegen eine Erweiterung auf diesem Gelände. Das Gelände wurde bis zum Jahr 2004 unterschiedlich genutzt, ab 1965 mehrere Jahre lang auch als Friedhofsgärtnerei.
Bis 1899 gab es keine Änderungen der Fläche, der Anlage und der Verwaltung des Friedhofs.

### Vierte Erweiterung 1913
Ab 1898 diskutierte man eine neuerliche Erweiterung des Friedhofs, unter anderem, das Flurstück 1965, auf dem jetzt das Lessing-Gymnasium steht, für eine Erweiterung zu nutzen. Der Stadtrat bot Anfang 1900 an, der Gottesackergemeinde die restlichen Flächen nach Osten bis zur Chamissostraße zu überlassen, um eine geradlinige Umgrenzung an der Chamissostraße und an der Reißiger Straße zu ermöglichen. Der Friedhof war bis dahin nach Osten von einer krummen Linie begrenzt. Im Mai 1913 genehmigte das Evangelisch-lutherische Landeskonsistorium in Dresden die Erweiterung. Diese bot Platz für weitere 55 Familiengrabstätten, 270 gelöste Gräber und 1500 Reihengräber für Kinder.
Beim Ausbau war eine große Höhendifferenz zwischen der bestehenden relativ ebenen Fläche des Friedhofs und dem Gelände in Richtung Chamissostraße zu überwinden und eine massive Einfriedung erforderlich. Die Mauer wurde von der Firma Gebrüder Reinhold errichtet und von der Firma Glück verputzt. Die Firma Kern legte die nötigen Wege an. Am 12. Dezember 1913 wurde der neue Friedhofsteil geweiht.
In den Jahren 1914/1915 wurde die Einfriedungsmauer an der Jößnitzer Straße bis zur Arndtstraße wegen der höher liegenden Straßenführung nochmals durch eine Stahlbetonmauer verstärkt.

### Die weitere Entwicklung
Mit der Erweiterung 1913 hatte der Gottesacker seine heutige Größe erreicht. Flächenmäßige Veränderungen gab es danach nicht mehr. Hochbauten wurden nicht mehr errichtet.
Im Zweiten Weltkrieg wurden bei den massiven Bombenangriffen Anfang 1945 die Gebäude auf dem Friedhof I in Mitleidenschaft gezogen. Die Sprechhalle wurde völlig zerstört und an der Leichenhalle traten Schäden am Dach und an der Umfassungsmauer auf, die 1947 nur notdürftig repariert wurden. 1956 wurde die Leichenhalle umgebaut.
Im Jahr 1998 stellten das Landesamt für Denkmalpflege und die untere Denkmalschutzbehörde Plauens die 1913 errichtete besonders wuchtige Mauer entlang der Chamissostraße unter Denkmalschutz. Außerdem wurden einzelne Grabmale geschützt und der Friedhof als Ganzes zum Flächendenkmal erklärt. Im November 2005 wurden weitere, zum Teil vom Verfall bedrohte Grabmale unter Denkmalschutz gestellt. Mit Stand Oktober 2013 sind insgesamt 44 Grabmale denkmalgeschützt.
Im Jahr 2006 wurde die ehemalige Leichenhalle an der Reißiger Straße erneut saniert und zur Friedhofskapelle mit Verabschiedungsraum umgebaut. Alte Grabmale werden restauriert. Etliche denkmalgeschützte Grabmale drohen jedoch weiterhin zu verfallen und sind teilweise von Pflanzen überwuchert.

## Gestaltung des Friedhofs
Der Friedhof hat eine Größe von 6,78 Hektar. Die nahezu rechteckige Grundfläche wird von der Goethestraße, der Jößnitzer Straße, der Chamissostraße und der Reißiger Straße begrenzt. Die alleemäßig angelegten Hauptwege sind mit Lindenbäumen bepflanzt. Die Anlage der Grabstätten wurde schon 1866 geregelt. So befinden sich an den Mauern die Familien- oder Erbbegräbnisstätten, während sich in den einzelnen Abteilungen Reihengräber und gelöste Grabstellen (Wahlgräber) für Erdbestattungen sowie Urnengräber befinden.

### Grünanlage
In den Jahren 1980 und 1983 wurden umfangreiche Untersuchungen des Gehölzbestands auf dem Friedhof durchgeführt. Dabei wurden 366 Nadelbäume in 22 Arten und 427 Laubbäume in 21 Arten gezählt. Das Gelände gilt damit als eine der dendrologisch reichhaltigsten Anlagen der Stadt. Bei den Laubbäumen hatten die Winter-Linde mit 151 und die Sommer-Linde mit 133 Exemplaren aufgrund der Lindenalleen an den Hauptwegen den größten Anteil. An dritter Stelle stand bei den Laubbäumen die Hänge-Birke mit 82 Exemplaren. Die Nadelbäume bestehen im Wesentlichen aus dem Abendländischen Lebensbaum mit 116 Exemplaren, der Stech-Fichte mit 105 Exemplaren und der Serbischen Fichte mit 31 Exemplaren.

### Sprechhalle

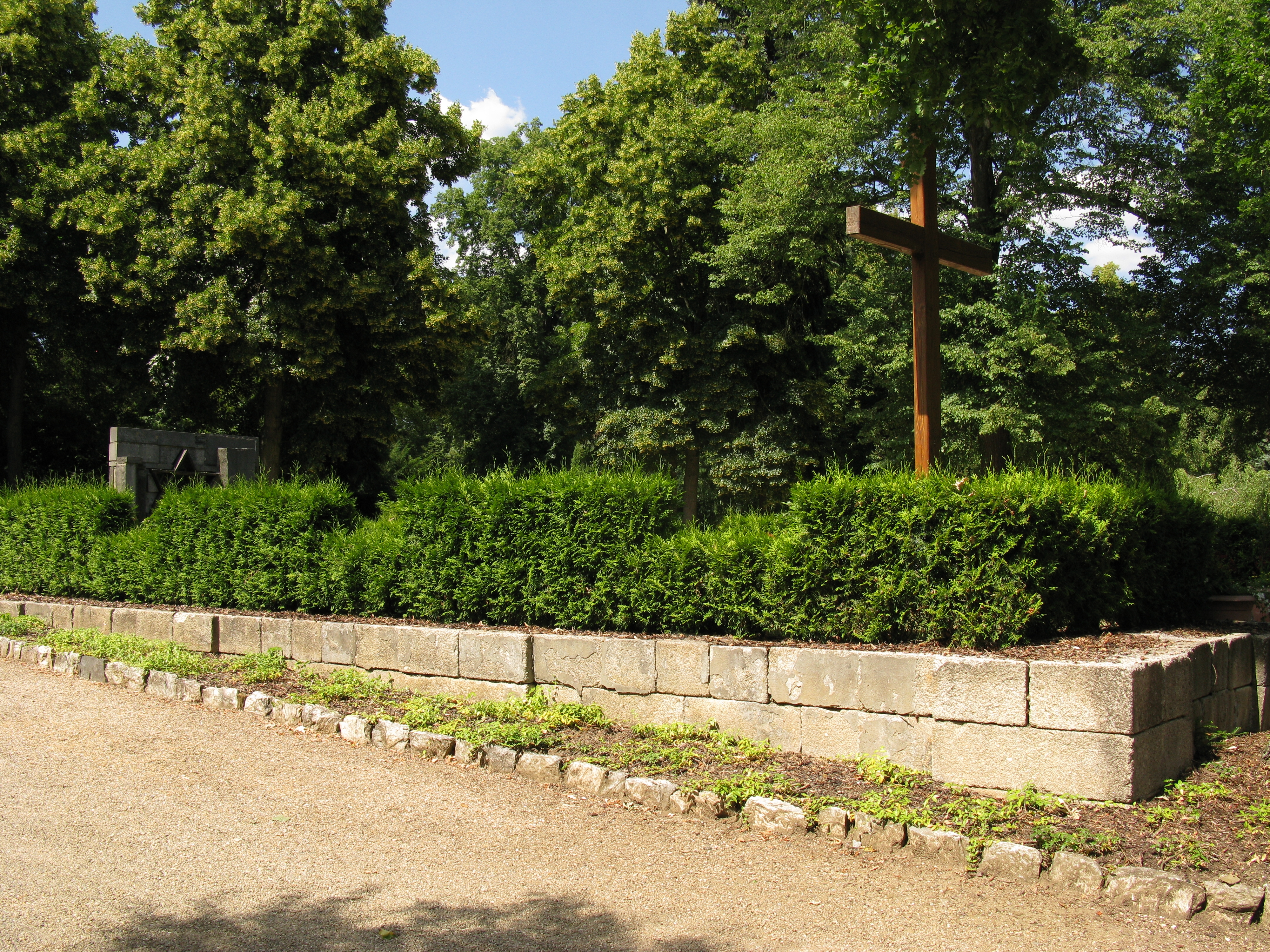
Die erhöhte Grünfläche an der Stelle der ehemaligen Sprechhalle

Anfangs fand die Trauerfeier bei jedem Wetter am offenen Grab statt. Deshalb wurde schon bald der Ruf nach einem würdigen Gebäude für diese Zwecke laut. Es dauerte jedoch noch bis zum 21. September 1873, bis die so genannte Sprechhalle geweiht wurde.
Das Gebäude wurde nach Plänen des Stadtbauinspektors Franz Andrae im neugotischen Stil errichtet und befand sich am Hauptweg zwischen den Abteilungen E und F. 1903 wurde sie neu gedeckt und eine Einschalung unter dem Dach eingebracht. Neben einer neuen Innenausmalung kamen zwei Gasöfen und eine Gasbeleuchtung dazu. Die Kosten beliefen sich auf etwa 3000 Mark. Nach der Renovierung wurde die Begräbnishalle am 17. Mai 1903 neu geweiht. 1927 wurden noch einmal kleinere Veränderungen vorgenommen.
Im Januar 1945 wurde die Sprechhalle bei einem Bombenangriff auf Plauen völlig zerstört. Nur die Sockelsteine des Gebäudes bilden heute noch die Umrandung einer Grünfläche, die als Gedenkstätte eingerichtet wurde. Im Bereich des ehemaligen Eingangs wurde ein Holzkreuz aufgestellt und an der Stelle der ehemaligen Apsis befindet sich das Mahnmal zum Gedenken an die Pogromnacht 1938.

### Leichenhalle

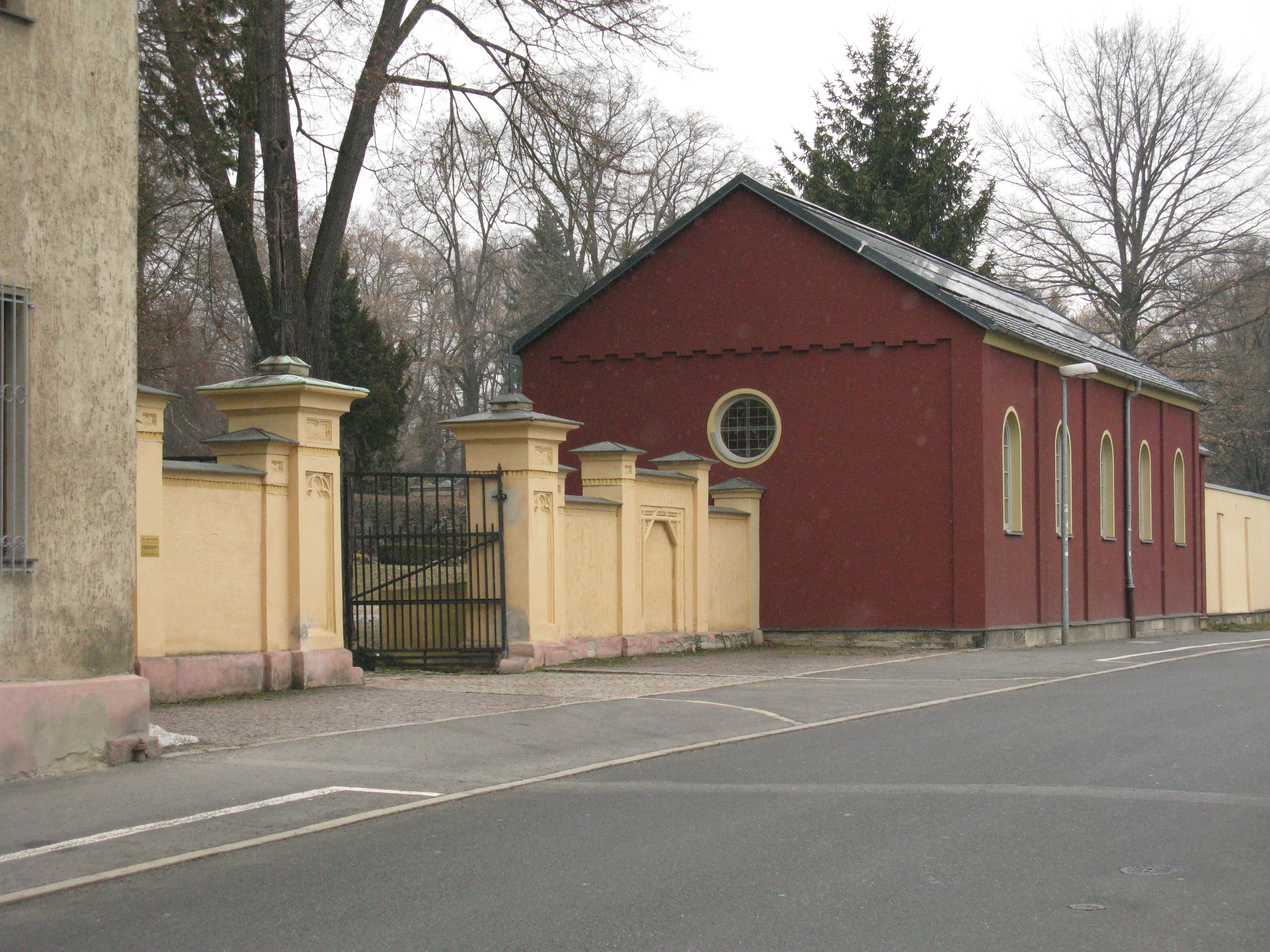
Die 2006 modernisierte Einsegnungs- und Aufbewahrungshalle an der Reißiger Straße

Die Leichenhalle wurde zwischen 1866 und 1868 errichtet und kostete 2727 Taler. 1899 und 1925 wurde sie umgebaut und erweitert. Beim Bombenangriff auf Plauen im Januar 1945 wurden das Dach und die Umfassungsmauer auf der Straßenseite stark beschädigt. Diese Schäden wurden im März 1947 weitgehend behoben. Nach der Zerstörung der Sprechhalle musste die Leichenhalle auch als Einsegnungsraum benutzt werden. Im Oktober 1949 gab es Beschwerden, dass die Geruchsbelästigung im Bereich der Einsegnungshalle im Sommer zu hoch sei. Ab März 1951 wurde deshalb nur noch die Einsegnungshalle auf dem Friedhof II benutzt.
Nach einem Antrag des Kirchenvorstandes im Jahr 1955 wurde die Leichenhalle auf dem Friedhof I umgebaut. Durch eine Zwischenwand konnte, von der verkleinerten Leichenhalle abgetrennt, eine separate Aussegnungshalle geschaffen werden, die seit 1956 benutzt wird.
Bei einer grundlegenden Modernisierung ab April 2006 entstand eine helle Trauerhalle mit großen Fenstern und Sitzplätzen für 100 Personen sowie ein neu gestalteter Aufbewahrungsraum mit einer Christusfigur. Die auch äußerlich sanierte Halle wurde am 30. September 2006 von Superintendent Matthias Bartsch geweiht.

### Verwaltungsgebäude
Als eines der ersten Gebäude wurde 1868 die damalige Wohnung des Totenbettmeisters fertiggestellt. Sie bestand aus einem Flachbau mit Satteldach und kostete 2648 Taler. Eine erste Erweiterung fand 1890 statt. 1924 wurde ein weiteres Stockwerk für die Wohnung des Friedhofsinspektors aufgesetzt. Seitdem befinden sich im Erdgeschoss die Räume der Friedhofsverwaltung.

### Glockenturm

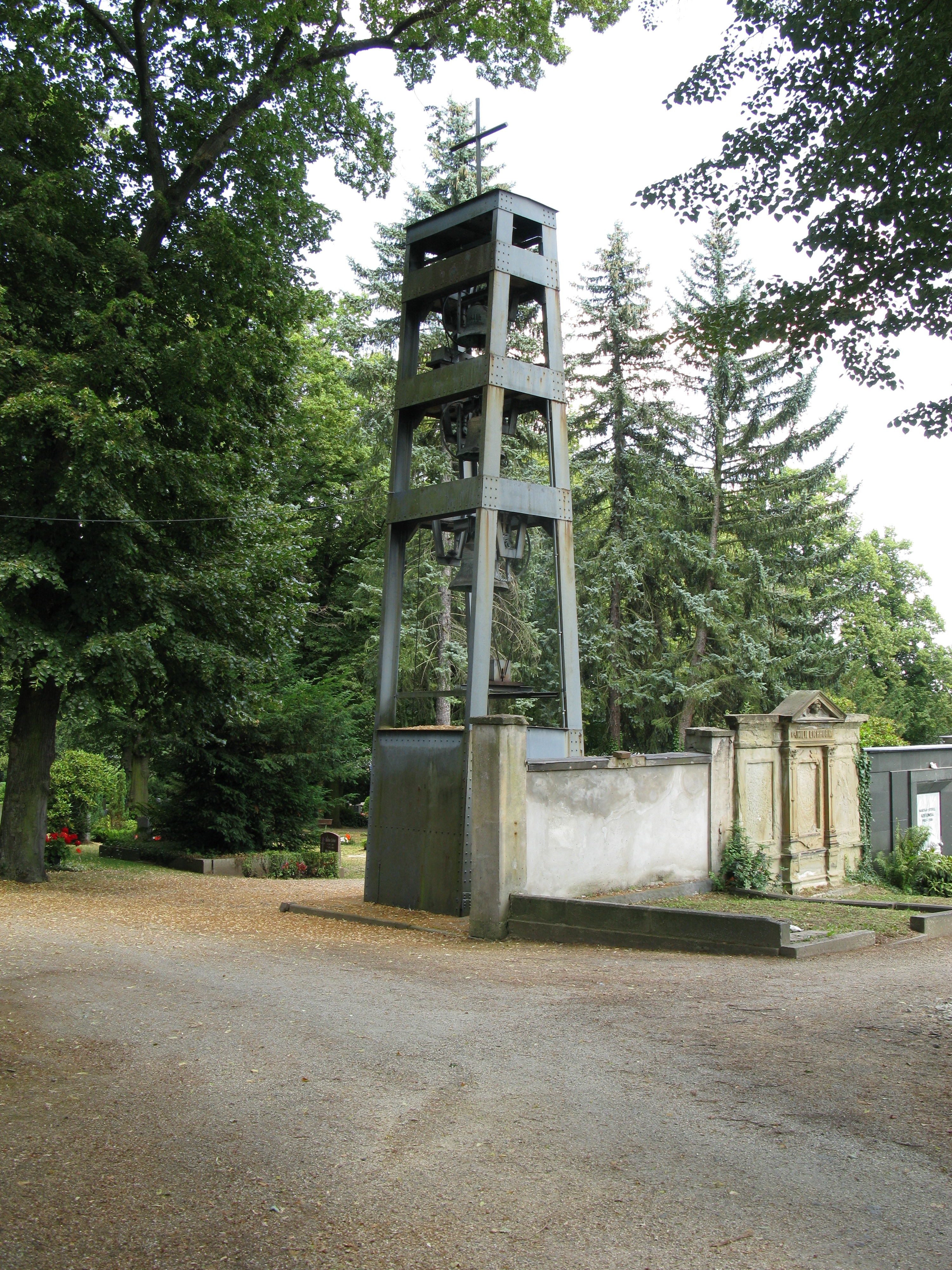
Der Glockenturm

Der Friedhofsausschuss hatte schon immer den Wunsch, ein eigenes Geläute zu besitzen, was aus unterschiedlichen Gründen nie realisiert worden war. In früheren Jahren wurden bei Beerdigungen die Glocken der Pauluskirche, der nächstgelegenen Kirche geläutet, wenn dies gewünscht wurde.
Als in unmittelbarer Nähe der Kirche eine neue Schule gebaut wurde, musste eine bessere Lösung gefunden werden, da das vormittägliche Läuten gestört hätte. Damals lagerten schon drei Glocken auf dem Friedhof II, wovon zwei aus der Johanniskirche stammten. Im Dezember 1960 beantragte die Friedhofsverwaltung beim Stadtbauamt die Genehmigung zum Bau eines Glockenturms. Die Baugenehmigung wurde vorerst verweigert und erst am 17. September 1962 erteilt. Der Bau begann unmittelbar danach, wurde am 30. Januar 1964 baubehördlich abgenommen und anschließend geweiht.
Der Turm steht an der Mauer zur Abteilung P und hat eine Grundfläche von zwei mal zweieinhalb Metern. Er besteht aus einer zehn Meter hohen, freistehenden Stahlkonstruktion der Stahlbaufirma Wehner aus Plauen. Die drei untereinander hängenden Glocken werden mit einer automatischen Steuerung bedient.

## Gräber und Gedenkstätten

### Denkmal für die Opfer der Pogromnacht

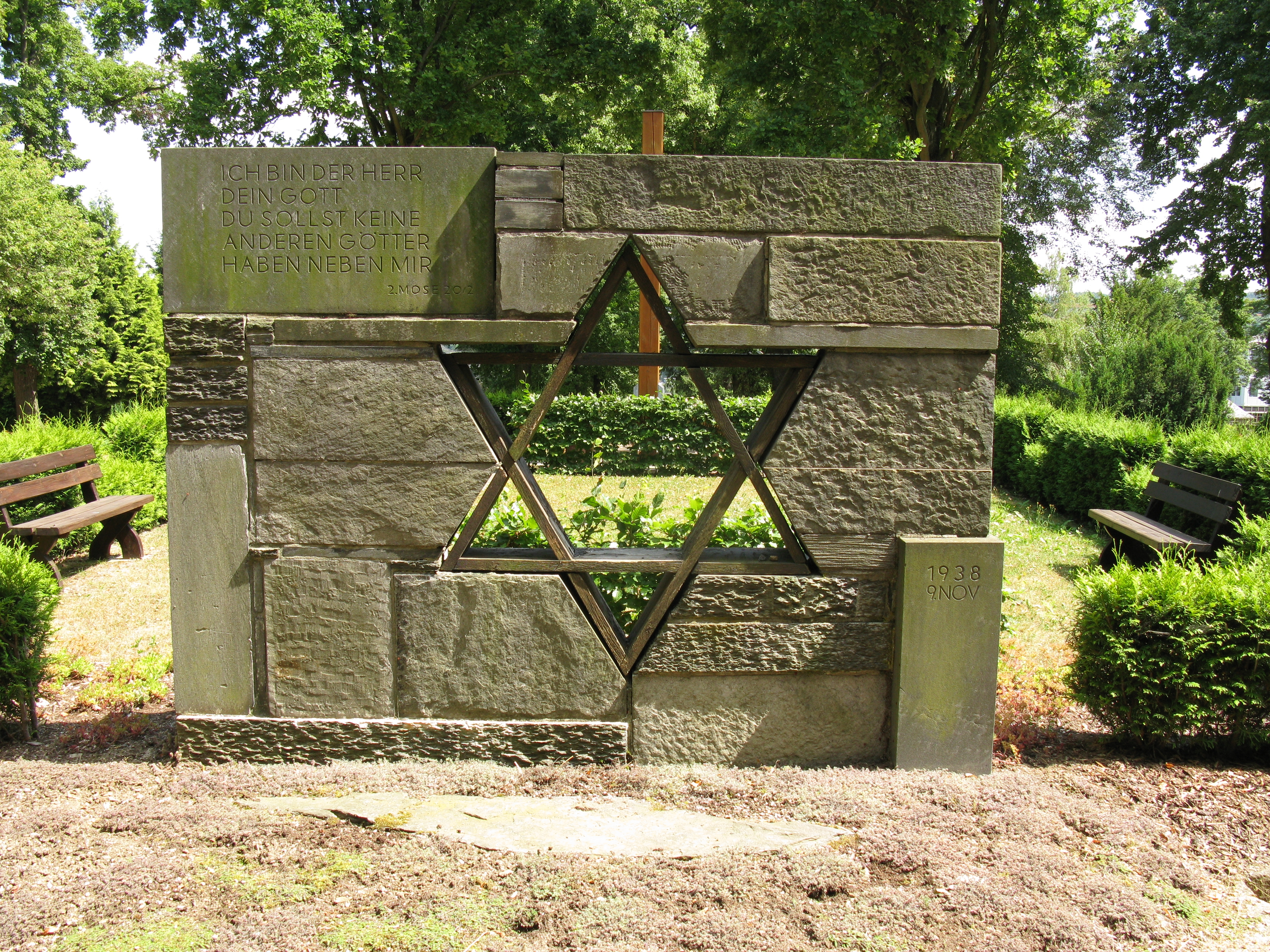
Der Gedenkstein zur Erinnerung an die Opfer der Pogromnacht

Am 10. November 1988 übergab Superintendent Thomas Küttler den Gedenkstein zur Erinnerung an die Opfer der Pogromnacht an der Stelle der ehemaligen Kapelle der Sprechhalle der Öffentlichkeit.
Das Holzkreuz im Bereich des ehemaligen Eingangs der Kapelle für die Plauener Opfer der Bombenangriffe im Zweiten Weltkrieg und der Gedenkstein in der ehemaligen Apsis der Kapelle sollen an das erste der Zehn Gebote erinnern, das sowohl im Judentum als auch im Christentum gilt.
Ursprünglich sollte der Gedenkstein nach der Idee des Holzgestalters Jörg Beier aus Schwarzenberg aus einer Ziegelwand mit einem hölzernen Davidstern bestehen. Da ohne planwirtschaftliche Zuordnung kurzfristig keine Hartbrandziegel zur Verfügung standen, griff man auf Abbruchmaterial einstiger Grabanlagen zurück. So wurde Pfarrer Gunter Vödisch unter Anleitung des Bildhauers Dr. Rolf Magerkord, dem späteren Oberbürgermeister der Stadt, in der Woche vor dem 9. November eine Wand aus Theumaer Schiefer um den Davidstern. In der linken oberen Ecke meißelte der Steinmetzmeister Hans Schneider das Erste Gebot: „Ich bin der Herr dein Gott, du sollst keine anderen Götter haben neben mir – 2. Mose 20/2“ ein. In der rechten unteren Ecke steht das Datum „1938 – 9. Nov“, der Beginn der Novemberpogrome 1938.
Vor dem Denkmal wurde ein Stein, der in seinen Umrissen annähernd der geografischen Form des Staates Israel gleicht, in den Boden eingelassen.

### Glockenfriedhof

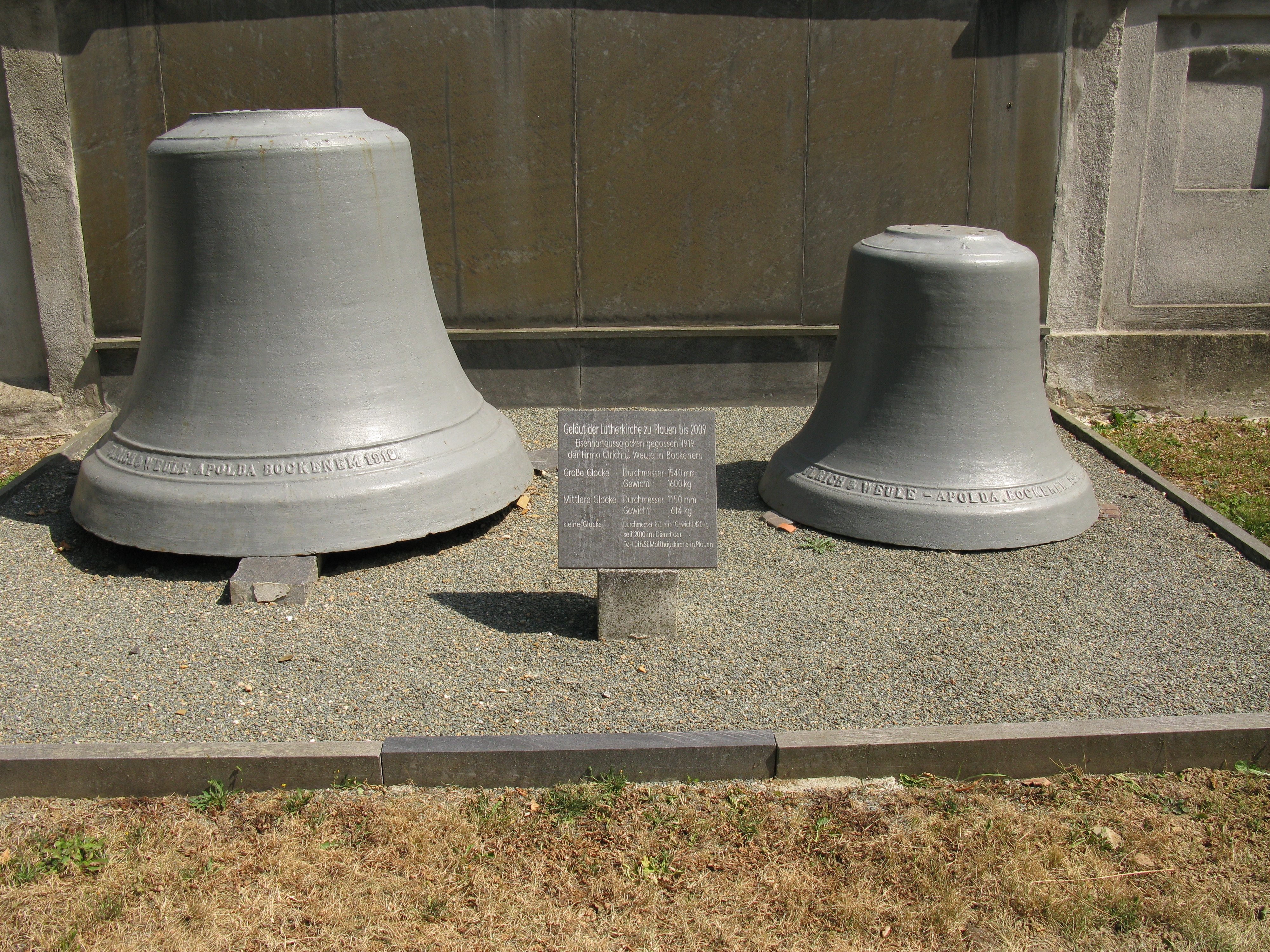
Das ehemalige Geläut der Lutherkirche

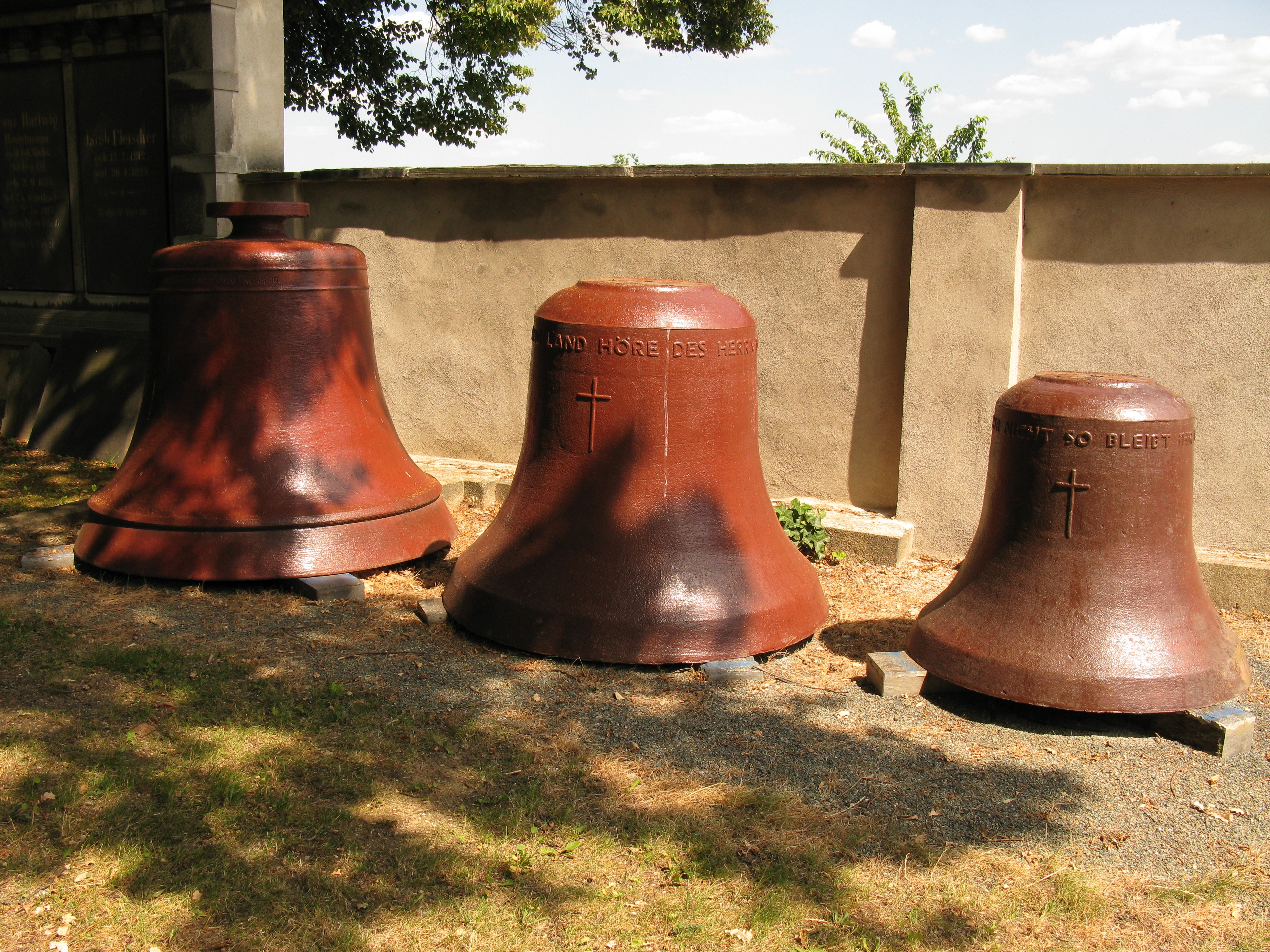
Das ehemalige Geläut der Johanniskirche

Als im Jahr 2009 das Geläut der Lutherkirche ersetzt wurde, kam das alte Geläut auf den Friedhof I, da Glocken weder verkauft noch eingeschmolzen werden dürfen. Die kleinste der drei Glocken wurde an die Matthäus-Gemeinde der Selbständigen Evangelisch-Lutherischen Kirche abgegeben, wo sie noch eingesetzt wird. Die anderen beiden Glocken lagern auf dem so genannten Glockenfriedhof.
Im Jahr 2012 wurden auch die Glocken der Johanniskirche aus dem Glockenturm entfernt und auf den Friedhof I gebracht, wo sie nun neben denen der Lutherkirche zu sehen sind.

### Denkmalgeschützte Anlagen
Auf dem Friedhof I befinden sich insgesamt 44 Einzeldenkmale, die in der nachfolgenden Tabelle aufgeführt sind.
| Bild | Nr. | Name/Bezeichnung             | Abteilung | Beschreibung/Anmerkungen                         |
| ---- | --- | ---------------------------- | --------- | ------------------------------------------------ |
|      | 1   | Carl August Vogel            | A         | Baumeister (1844–1910)                           |
|      | 2   | Ernst Paul Beyer             | A         | Gärtnereibesitzer (1873–1937)                    |
|      | 3   | Louis Klotz                  | D         | Schuldirektor (1860–1929)                        |
|      | 4   | Alfred Clauß                 | C         | Mühlenbesitzer (1879–1936)                       |
|      | 5   | Kriegerdenkmal               | C         | Denkmal für die Gefallenen des Ersten Weltkriegs |
|      | 6   | Dr. E. Albrecht Nietzsche    | C         | Fabrikdirektor (1853–1899)                       |
|      | 7   | Wilhelm Traugott Vogel       | E         | Baumeister (1813–1878)                           |
|      | 8   | G. H. L. Heubner             | E         | Kaufmann (1814–1877)                             |
|      | 9   | Fedor Schnorr                | E         | Kommerzienrat (1817–1896)                        |
|      | 10  | Ludwig Hermann Rank          | E         | Oberpostschaffner (1853–1943)                    |
|      | 11  | Familie Falke                | E         | Erfinder der Plauener Spitze                     |
|      | 12  | Ernst Linus Hösel            | E         | Mühlenpächter (1858–1908)                        |
|      | 13  | Familie Meyer / Reimann      | F         | Beschreibung / Anmerkung                         |
|      | 14  | Familie Bachmann / Nieland   | F         | Fabrikbesitzer                                   |
|      | 15  | Otto Schurig                 | F         | Spitzenfabrikant (1874–1920)                     |
|      | 16  | Rudolf Pessler               | F         | Fabrikant (1876–1929)                            |
|      | 17  | Familie C. W. Weisbach       | F         | Fabrikanten                                      |
|      | 18  | Konstantin Wiede             | F         | Fabrikant (1831–1900)                            |
|      | 19  | Richard Schmidt              | F         | Spitzenfabrikant († 1875)                        |
|      | 20  | Familie Leopold Hartenstein  | F         | Fabrikant (1832–1893)                            |
|      | 21  | Max Otto Kaiser              | D         | Fabrikant (1859–1891)                            |
|      | 22  | Dr. jur. Ulrich Otto         | D         | Amtsgerichtsdirektor (1868–1931)                 |
|      | 23  | Emil Trömel                  | D         | Kaffeehausbesitzer (1854–1930)                   |
|      | 24  | Kurt Helbig                  | B         | Olympiasieger 1928 im Gewichtheben (1901–1975)   |
|      | 25  | Familien Hartwig / Fleischer | B/P       | Fabrikanten                                      |
|      | 26  | Carl Louis Höppner           | P         | Färbereibesitzer (1840–1915)                     |
|      | 27  | Richard Wagner               | P         | Bürgermeister Plauens (1848–1915)                |
|      | 28  | Familie Richter / Wölfel     | N         | Baumeister                                       |
|      | 29  | Wilhelm Friedrich Hammer     | H         | Brauereibesitzer (1832–1908)                     |
|      | 30  | Karl Friedrich Wieprecht     | H         | Bürgermeister Plauens (1815–1905)                |
|      | 31  | Gustav Thorn                 | I         | Juwelier (1854–1917)                             |
|      | 32  | Familie Tröger / Weisbach    | I         | Lederfabrikanten                                 |
|      | 33  | Familie Franz Mammen         | I         | Fabrikanten                                      |
|      | 34  | Alfred Schlagk               | I         | Kunst- und Literaturkritiker (1881–1950)         |
|      | 35  | Familie Hempel               | K         | Fabrikanten                                      |
|      | 36  | Chr. Gotthold Reinhold       | K         | Maurermeister (1848–1916)                        |
|      | 37  | Carl Hermann Tröger          | L         | Maschinenfabrikbesitzer                          |
|      | 38  | Theodor Schurig              | O         | Bürgermeister Plauens (1850–1934)                |
|      | 39  | Hilmar Mückenberger          | R         | Volksmusiker (1855–1937)                         |
|      | 40  | Heinrich Axtmann             | O         | Königlicher Hoffotograf (1850–1937)              |
|      | 41  | Friedrich Kessler            | R         | Baumeister (1842–1914)                           |
|      | 42  | Robert Paul Zöbisch          | R         | Fabrikbesitzer (1861–1941)                       |
|      | 43  | Alfred Zöbisch               | R         | Fabrikbesitzer (1865–1921)                       |
|      | 44  | Otto Wolff                   | P         | Fabrikbesitzer (1844–1897)                       |